# Auto-Garage Quagliotti
Auto-Garage Quagliotti war ein italienischer Hersteller von Motorrädern und Automobilen.

## Unternehmensgeschichte
Carlo Quagliotti gründete das Unternehmen 1902 zur Produktion von Motorrädern. Der Firmensitz war an der Corso Re Umberto in Turin. Der Markenname lautete Quagliotti. Lediglich 1904 entstanden auch Automobile. 1907 endete die Motorradproduktion. Außerdem wurden Fahrzeuge von Hurtu importiert.

## Fahrzeuge

### Motorräder
Die Motorräder verfügten über einen Einbaumotor von Peugeot.

### Automobile
Im Angebot waren Kleinwagen. Für den Antrieb sorgten wahlweise Einzylindermotoren von De Dion-Bouton oder Zweizylindermotoren von Aster. Das letzte Modell 16 HP mit einem Vierzylindermotor von Aster wurde nicht mehr fertiggestellt.